# Hajer Football Club
Maillots
Le Hajer Football Club Al Hasa (en arabe : نادي هجر بالأحساء), plus couramment abrégé en Hajer Club, est un club saoudien de football fondé en 1950 et basé dans la ville d'Al-Ahsa.
Il évolue actuellement en deuxième division.

## Palmarès
| Compétitions nationales                                                                     |
| ------------------------------------------------------------------------------------------- |
| - Championnat d'Arabie saoudite D2 (4) : - Champion : 1987-88, 1997-98, 2010-11 et 2013-14. |